# Daura (Nigeria)
Daura ist eine Stadt und eine Local Government Area (LGA) im Norden von Nigeria. Die Stadt gilt als ein kulturelles Zentrum der Hausa und war die Hauptstadt eines der sieben traditionellen Hausastaaten. Die Einwohnerzahl der LGA wurde 2016 auf 303.600 geschätzt.

## Geografie
Die Stadt befindet sich in einer Savannenregion im Norden des Bundesstaates Katsina und in der Nähe der Grenze zum Niger. Katsina liegt 79 km westlich und Kano 117 km südlich von Daura.

## Geschichte
Daura ist die Stadt, in der der Legende nach Bayajidda, eine Figur aus der Hausa-Mythologie, nach seiner Wanderung durch die Sahara kam. Dort tötete er eine Schlange (namens Sarki, was "König" bedeutet), die die Menschen daran hinderte, Wasser aus dem Brunnen zu schöpfen, und die örtliche Königin, Magajiya Daurama, heiratete ihn aus Dankbarkeit. Ihre sieben Kinder wurden die Herrscher der sieben Hausastaaten, darunter Daura.
Im Jahr 1805, während des Fulani-Dschihad, wurde Daura von dem Fulani-Krieger Malam Ishaku eingenommen, der ein Emirat gründete, welches mit anderen Staaten der Region konkurrierte und später unter den Einfluss der Briten gelangte. Die Stadt war ein wichtiges wirtschaftliches Zentrum für den Saharahandel. Nach 1967 war das traditionelle Emirat Teil des ehemaligen Bundesstaates North-Central und wurde 1976 in den Bundesstaat Kaduna eingegliedert. 1987 wurde es Teil des neu geschaffenen Bundesstaates Katsina. Die Position des Emirs von Daura besteht als zeremonielle Position bis ins 21. Jahrhundert hinein.

## Sehenswürdigkeiten
Der Königspalast „Kangiwa“ von Daura ist ein riesiger Komplex im Zentrum der alten Stadt. Es ist der Sitz des Emirs von Daura.

## Wirtschaft
Daura und die umliegende Region sind weitestgehend unterentwickelt und leben vorwiegend von der Landwirtschaft. Angebaut werden Sorghum, Hirse, Zwiebeln, Erdnüsse und Baumwolle. Die ansässigen Fulani und Hausa betreiben auch Viehzucht.

## Persönlichkeiten
- Muhammadu Buhari (1942–2025), Politiker und Staatspräsident Nigerias